# Talarrubias (kommunhuvudort)
Talarrubias är en kommunhuvudort i Spanien.   Den ligger i provinsen Provincia de Badajoz och regionen Extremadura, i den centrala delen av landet, 200 km sydväst om huvudstaden Madrid. Talarrubias ligger 440 meter över havet och antalet invånare är 3 599.
Terrängen runt Talarrubias är huvudsakligen platt, men söderut är den kuperad. Runt Talarrubias är det glesbefolkat, med 10 invånare per kvadratkilometer. Talarrubias är det största samhället i trakten. Trakten runt Talarrubias består till största delen av jordbruksmark.